# Nagurus vandeli
Nagurus vandeli är en kräftdjursart som först beskrevs av Arcangeli1927.  Nagurus vandeli ingår i släktet Nagurus och familjen Trachelipodidae. Inga underarter finns listade i Catalogue of Life.